# Galjoen (schip)

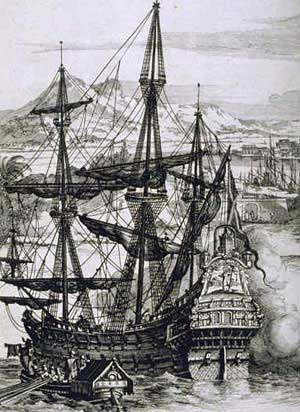
De achterzijde is bij een galjoen typisch hoger dan de voorzijde

Een galjoen is een historisch zeilschip uit de laatste helft van de 16e eeuw en de 17e eeuw. Het woord galjoen wordt nog het meest gebruikt voor de Spaanse galjoenen die vanuit de Nieuwe Wereld goud en zilver naar Spanje brachten, maar in feite waren de meeste 17e-eeuwse grote schepen van dit type, ook de Nederlandse, zoals de Leeuwin en de Mauritius of de Engelse Golden Hind.
Een galjoen is een verdere ontwikkeling van de kraak, en verschilt hiervan doordat de zeer hoge en gekromde vooropbouw, het voorkasteel, vervangen werd door een lage, smalle en ver naar voren uitstekende boeg waarachter een loodrechte voorkant van de eigenlijke romp oprees. Hierdoor konden aan de voorzijde eenvoudiger zware kanonnen ingebouwd worden. Ook nam vermoedelijk de wendbaarheid toe. Het galjoen behield een hoge achteropbouw, het kasteel. Deze achteropbouw was mede bedoeld als onderkomen voor de edelen die als officieren op het schip meevoeren, en vaak ook (gedeeltelijk) eigenaar waren. De combinatie van lagere voorkant en hoge achterkant leverde het typische silhouet op van het 17e-eeuwse zeilschip. Galjoenen werden wellicht ontwikkeld om een antwoord te bieden aan de galjas uit de Middellandse Zee, een lage galei die ook zware kanonnen op het voorschip droeg.
De platte achterzijde of spiegel van het kasteel werd getooid met de familiewapens van de eigenaren. Dit kon na verloop van tijd uitmonden in uitbundige versieringen.
Aan weerszijden op de hoeken van deze spiegel was een kleine uitbouw aangebracht dat als toilet diende.

## Trivia
- Het woord "galjoen" werd op den duur ook gebruikt voor een kleine uitbouw aan de boeg van een schip, waar zich de scheepstoiletten bevonden. Het was op de Waddeneilanden nog tot in 19e eeuw gebruikelijk een toilet een galjoen te noemen.
- Het galjoen is in de Harry Potterboeken een munteenheid.